# Filmoteka Szkolna
Filmoteka Szkolna – ogólnopolski program edukacji filmowej dla szkół podstawowych i ponadpodstawowych, realizowany przez Filmotekę Narodową - Instytut Audiowizualny, przy współfinansowaniu Polskiego Instytutu Sztuki Filmowej pod patronatem Ministra Kultury i Dziedzictwa Narodowego. Program jest zgodny z podstawą programową Ministerstwa Edukacji Narodowej.
Aktualnie bazą Filmoteki Szkolnej jest pakiet składający się z 65 lekcji tematycznych, w których znajdują się materiały dydaktyczne i ponad 140 filmów fabularnych, dokumentalnych i animowanych. Nauczyciele i uczniowie mogą uczestniczyć w zajęciach organizowanych w szkołach na terenie całego kraju, w tym w warsztatach prowadzonych przez Wędrujących Filmoznawców Filmoteki Szkolnej, krytyków filmowych i zaproszonych ekspertów, oraz w projektach realizowanych przy współpracy instytucji partnerskich.
Ideą Filmoteki Szkolnej jest wprowadzenie elementów edukacji filmowej do programów nauczania.

## Nasze Lekcje
Program Filmoteka Szkolna ruszył na początku 2009 roku wraz z nieodpłatnym przekazaniem wszystkim polskim szkołom ponadpodstawowym pakietów filmowych. Na 26 płytach umieszczono razem 55 filmów - od „Popiołu i diamentu” Andrzeja Wajdy, przez „Rejs” Marka Piwowskiego, i „Ostry film zaangażowany” Juliana Antonisza, po „Naszą ulicę” Marcina Latałły i „Zmruż oczy” Andrzeja Jakimowskiego. Każdy zestaw filmów uzupełniony jest omówieniami i scenariuszami analizy filmoznawczej, jak również filmowymi komentarzami: filmoznawczym prof. Tadeusza Lubelskiego i subiektywnym studentów PWSFTviT. Zespół redakcyjny pracował pod kierunkiem prof. Eweliny Nurczyńskiej-Fidelskiej, prof. Marka Hendrykowskiego, prof. Tadeusza Lubelskiego i prof. Tadeusza Szczepańskiego.
W 2014 roku pakiet został poszerzony o 28 tematów lekcji odnoszących się do 66 filmów. Wśród nowych tytułów pojawiły się zarówno fabuły, m.in.: „Wesele” Andrzeja Wajdy, „Trzeba zabić tę miłość” Janusza Morgensterna; dokumenty, m.in.: „Muzykanci” Kazimierza Karabasza i „Szkoła podstawowa” Tomasza Zygadło, jak również animacje, m.in.: „Sztandar” Mirosława Kijowicza i „Syzyf” Zdzisława Kudły. Szkoły mogły skorzystać z filmów poprzez stronę www.filmotekaszkolna.pl
W latach 2018–2020 Filmoteka Szkolna została rozbudowana o 11 lekcji tematycznych dla etapu wczesnoszkolnego oraz klas IV-VI szkoły podstawowej. Ich bazę stanowią odrestaurowane cyfrowo klasyczne polskie filmy animowane (m.in. „Miś Uszatek” Lucjana Dembińskiego, „Gapiszon” Jerzego Kotowskiego, „Za króla Krakusa” Zenona Wasilewskiego czy „Orfeusz i Eurydyka” Edwarda Sturlisa), fabularne (m.in. „Psotny kotek” Jadwigi Kędzierzawskiej) i dokumentalne („Józek” Jadwigi Kędzierzawskiej)) oraz towarzyszące im materiały dydaktyczne i filmoznawcze.
Filmoteka Szkolna ma otwartą formułę, która umożliwia prowadzenie zajęć w zróżnicowany sposób, zarówno w systemie lekcyjnym, jak i pozalekcyjnym. Z programu mogą korzystać nauczyciele wielu przedmiotów - języka polskiego, plastyki, muzyki, historii czy wiedzy o społeczeństwie. Doboru filmów dokonał zespół naukowców z zakresu filmoznawstwa, kulturoznawstwa, medioznawstwa, psychologii i pedagogiki. Przygotowany materiał dydaktyczny ma nauczyć młodzież świadomego i krytycznego obcowania ze sztuką filmową, a także rozpoznawania środków wyrazu i instrumentów formalnych, którymi posługuje się film. Pozwala zrozumieć rolę twórczości filmowej w życiu społecznym i artystycznym - jej udział w dyskursie o kondycji państwa, historii, człowieku, twórczości.

## Nagrody
W 2009 roku Filmoteka Szkolna została uhonorowana prestiżową nagrodą „Inicjatywa Edukacyjna Roku” przyznawaną przez „Głos Nauczycielski” i Ministerstwo Edukacji Narodowej oraz nagrodą honorową „Platynowe Koziołki” za wybitne wydarzenie w dziedzinie filmu i kultury audiowizualnej dla młodego widza w 2009 r., przyznawaną przez Międzynarodowy Festiwal Filmów Młodego Widza „Ale Kino!” w Poznaniu. W 2013 roku program został uhonorowany statuetką „Filmowego Ziemowita” w kategorii „Edukacja filmowa” podczas 3. Przeglądu Filmów Edukacyjnych „Człowiek w poszukiwaniu wartości” organizowanego przez Ośrodek Kultury „Ziemowit” i Dom Kultury „Zameczek” w Kielcach. W 2015 roku nauczyciele – Liderzy Filmoteki Szkolnej znaleźli się wśród laureatów Nagrody PISF w kategorii „Edukacja młodego widza”.

## Liderzy i Wędrujący Filmoznawcy Filmoteki Szkolnej
Liderzy Filmoteki Szkolnej to ogólnopolska sieć złożona z nauczycieli, którzy organizują i prowadzą wydarzenia dla szkół, inspirują i pokazują konkretne metody pracy. Większość z nich prowadzi w swoich szkołach Pracownie Filmoteki Szkolnej, czyli sale lekcyjne zaadaptowane na potrzeby projekcji filmowych, które pełnią role lokalnych centrów edukacji filmowej
Wędrujący Filmoznawcy Filmoteki Szkolnej to grupa młodych filmoznawców, którzy zawędrują w dowolne miejsce w Polsce, by poprowadzić zajęcia w szkołach i wesprzeć nauczycieli i uczniów w rozwijaniu umiejętności odbioru filmów.

## Festiwal Filmoteki Szkolnej
Festiwal Filmoteki Szkolnej to coroczne spotkanie młodych pasjonatów kina i ich nauczycieli. W trakcie dwóch dni uczestnicy biorą udział w warsztatach, wizytach studyjnych, spotkaniach z filmowcami i krytykami filmowymi oraz seansach w kinie. Festiwal to nie tylko okazja do prezentacji swoich etiud na dużym ekranie, czy rozwinięcia umiejętności. To przede wszystkim przestrzeń do spotkań młodych kinomanów i wymiany doświadczeń z prowadzonych w szkołach działań.